# Christine Laser
Christine Laser (Alemania, 19 de marzo de 1951) es una atleta alemana retirada, especializada en la prueba de pentatlón en la que llegó a ser subcampeona olímpica en 1976.

## Carrera deportiva
En los JJ. OO. de Montreal 1976 ganó la medalla de plata en la competición de pentatlón, con 4745 puntos, tras su compatriota Siegrun Siegl (oro) y superando a otra alemana Burglinde Pollak (bronce).